# Qūzlūjeh
Qūzlūjeh (persiska: قوزلوجه, شیرین بلاغ) är en ort i Iran.   Den ligger i provinsen Östazarbaijan, i den nordvästra delen av landet, 500 km nordväst om huvudstaden Teheran. Qūzlūjeh ligger 1 965 meter över havet och antalet invånare är 489.
Terrängen runt Qūzlūjeh är kuperad norrut, men söderut är den platt. Qūzlūjeh ligger uppe på en höjd. Runt Qūzlūjeh är det ganska glesbefolkat, med 43 invånare per kvadratkilometer. Närmaste större samhälle är Bostānābād, 4,3 km söder om Qūzlūjeh. Trakten runt Qūzlūjeh består i huvudsak av gräsmarker.